# Cavillargues
Cavillargues là một xã trong tỉnh Gard thuộc vùng Occitanie, phía nam nước Pháp. Xã Cavillargues nằm ở khu vực có độ cao trung bình 137 mét trên mực nước biển.